# دولند (فلوریدا)
دولند (به انگلیسی: DeLand) شهری در شهرستان ولوسیا ایالت فلوریدا است که در سال ۱۸۸۲ بنیان‌گذاری شده‌است. این شهر طبق سرشماری سال ۲۰۱۰ میلادی، ۲۷٬۰۳۱ نفر جمعیت داشته و مساحت آن نیز ۴۱٫۶ کیلومتر مربع است.